# António Mexia
António Luís Guerra Nunes Mexia GCME (Lisboa, Alvalade, 12 de julho de 1957) é um economista e político português.

## Biografia
Nasceu em 12 de julho de 1957 em Lisboa, e obteve um diploma em Economia pela Universidade de Genebra (Suíça) em 1980, onde foi Professor Adjunto do Departamento de Economia. Foi também professor na Universidade Nova de Lisboa e na Universidade Católica de 1982 a 1995. Entre 1986 e 1988 foi Assistente do Secretário de Estado do Comércio Exterior. De 1988 a 1990 foi Vice-Presidente do Conselho de Administração da ICEP (Instituto Português do Comércio Exterior). Entre 1990 e 1998 é Administrador do Banco Espírito Santo de Investimentos e em 1998 entra no sector do Gás como Presidente do Conselho de Administração da Gás de Portugal e da Transgás. Em 2000 entra na Galp Energia como Vice-Presidente do Conselho de Administração tornando-se Presidente Executivo da empresa no ano de 2001. Em 2004 é nomeado Ministro das Obras Públicas, Transportes e Comunicação do Governo Português.
António Mexia foi, de março de 2006 a julho de 2020, Presidente Executivo da EDP (Presidente da Comissão Executiva).
Em 2013 recebeu a Graduação Honoris Causa do Instituto Superior de Economia e Gestão (ISEG) e a 30 de Abril de 2014 foi condecorado pelo Presidente da República Portuguesa com a Grã-Cruz da Ordem do Mérito Empresarial Classe Industrial.
Em 2015 foi nomeado Vice-Presidente da The Union of the Electricity Industry – EURELECTRIC e  torna-se Presidente desta associação em maio de 2015, cargo que ocupa até junho de 2017. 
É desde abril de 2017 Presidente do Conselho Administrativo do Sustainable Energy for All, uma organização do âmbito das Nações Unidas e com o apoio do Banco Mundial. É também Presidente do Conselho Empresarial para o Desenvolvimento Sustentável em Portugal, parte da rede regional do WBCSD, desde abril de 2016.
A 2 de junho de 2017, o DCIAP indiciou-o pelo crime de corrupção. Em causa estão suspeitas de corrupção ativa, corrupção passiva e participação económica em negócio. Se condenado a uma pena superior a três anos de prisão efectiva ou suspensa, perderá a sua condecoração.
Em Julho de 2020 foi suspenso das suas funções por um tribunal por perigo de continuação da atividade criminosa e de perturbação do inquérito, nomeadamente por haver o risco de condicionar o depoimento de colaboradores da empresa.
Mexia acumulou seis milhões de dólares, entre 2014 e 2019, na companhia offshore Miamex Ventures, nas Ilhas Virgens Britânica. A conta era gerida pelo português Bernardo d’Orey, vice-presidente da EFG Capital, uma corretora com escritório no mesmo edifício que foi sede do Banco Espírito Santo (BES) em Miami, nos Estados Unidos da América. Origem do dinheiro será investigada no processo sobre a adjudicação da Barragem do Baixo Sabor.

## Funções governamentais exercidas
- XVI Governo Constitucional
  - Ministro das Obras Públicas, Transportes e Comunicações